# Guilherme de Tiro
Guilherme de Tiro ou Willelmus Tyrensis em latim (Jerusalém, c.1130 - Tiro, 29 de Setembro de 1185) foi arcebispo de Tiro, um cronista das cruzadas e da Idade Média.

## Primeiros anos
Guilherme fazia parte da segunda geração de descendentes dos primeiros cruzados europeus no novo Reino Latino de Jerusalém. Os seus pais eram provavelmente de origem francesa ou italiana, possivelmente normandos da Sicília. Tinha um irmão chamado Rudolfo que era provavelmente um mercador no reino, e a sua família não era nobre.
Na sua infância foi educado em Jerusalém: aprendeu latim, talvez também grego e árabe, e é possível que um dos seus colegas de estudos tenha sido o futuro rei Balduíno III de Jerusalém. Entrou para o clero ainda jovem, a c.1146, viajando para a Europa para continuar a sua instrução.
Estudou as artes liberais e teologia em Paris e Orleães por cerca de dez anos, com professores que tinham aprendido com Thierry de Chartres e Gilberto de Poitiers; Roberto de Melun e Adão Parvipontanus também contam-se entre os seus mestres; Hilário de Orleães ensinou-lhe os clássicos, Guilherme de Soissons a matemática, especialmente Euclides. Estudou teologia com Pedro Lombardo e Maurício de Sully durante seis anos. Depois direito civil e direito canónico em Bolonha, com os chamados Quatro Doutores: Hugolinus de Porta Ravennate, Bulgarus, Martinus Gosia, e Jacob de Boraigne.

## Regente e arcebispo

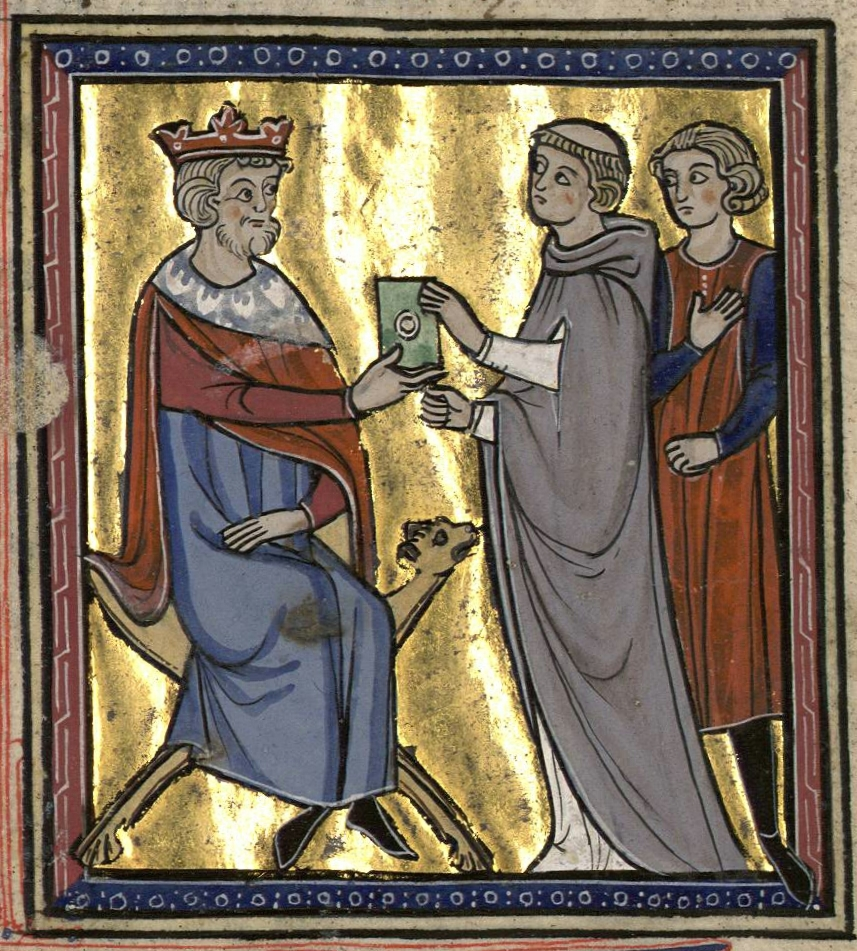
Manuel I Comneno e os mensageiros de Amalrico I de Jerusalém (manuscrito de Guilherme de Tiro e continuação, manuscrito do século XIII de Acre, Biblioteca Nacional da França, Paris, MS Français 9084, folio 272

Após o seu regresso à Terra Santa em 1165, Guilherme tornou-se cónego da catedral de São João de Acre, e em 1167 foi nomeado arcediago da catedral de Tiro pelo rei Amalrico I de Jerusalém. Em 1168 foi enviado em uma missão diplomática deste rei junto ao imperador bizantino Manuel I Comneno, para finalizar o tratado acordado entre os dois governantes, relativo a uma campanha em conjunto contra o Egipto.
Em 1169 visitou Roma para responder a acusações de Frederico de la Roche, o arcebispo de Tiro da época; o conteúdo destas é desconhecido, mas talvez estivesse relacionado com os avultados rendimentos de Guilherme como arcediago, que teria ganho pela sua amizade com o rei. Ao voltar de Roma em 1170, tornou-se no tutor do filho e herdeiro de Amalrico, Balduíno IV de Jerusalém. Foi Guilherme que descobriu que o jovem sofria de lepra, apesar de o diagnóstico só se ter tornado certo quando este atingiu a puberdade.
Por esta altura, o cónego começou a escrever a sua história do reino, sob o patrocínio de Amalrico, que morreu prematuramente em 1174. Balduíno IV sucedeu ao pai, sob a regência de Raimundo III de Trípoli, que nomeou Guilherme chanceler de Jerusalém, bem como arcediago de Nazaré. A 6 de Junho de 1175 tornou-se arcebispo de Tiro, passando a controlar os mais importantes assuntos da Igreja e do Estado. Em 1177 realizou os ritos fúnebres para Guilherme de Monferrato, conde de Jafa e Ascalão e cunhado de Balduíno IV, quando o patriarca de Jerusalém estava demasiado doente para o fazer.
Em 1179, Guilherme foi um dos delegados do ultramar a participar do terceiro concílio de Latrão, juntamente com o patriarca Heráclio, arcebispo da Cesareia Palestina, o bispo Joscius de São João de Acre, futuro sucessor de Guilherme no arcebispado de Tiro, os bispos de Samaria, Belém e Trípoli, e o abade de Monte Sião.
No entanto, o grupo não teve a influência necessária para persuadir o papa da necessidade de uma nova cruzada e Guilherme foi recrutado pelo papa Alexandre III para missões diplomáticas junto ao imperador Manuel. Ao voltar em 1180, considerou-se a escolha óbvia para o patriarcado quando o anterior patriarca morreu, mas na sua ausência a corte de Jerusalém tinha-se dividido em duas facções antagonistas.

## Perda de influência

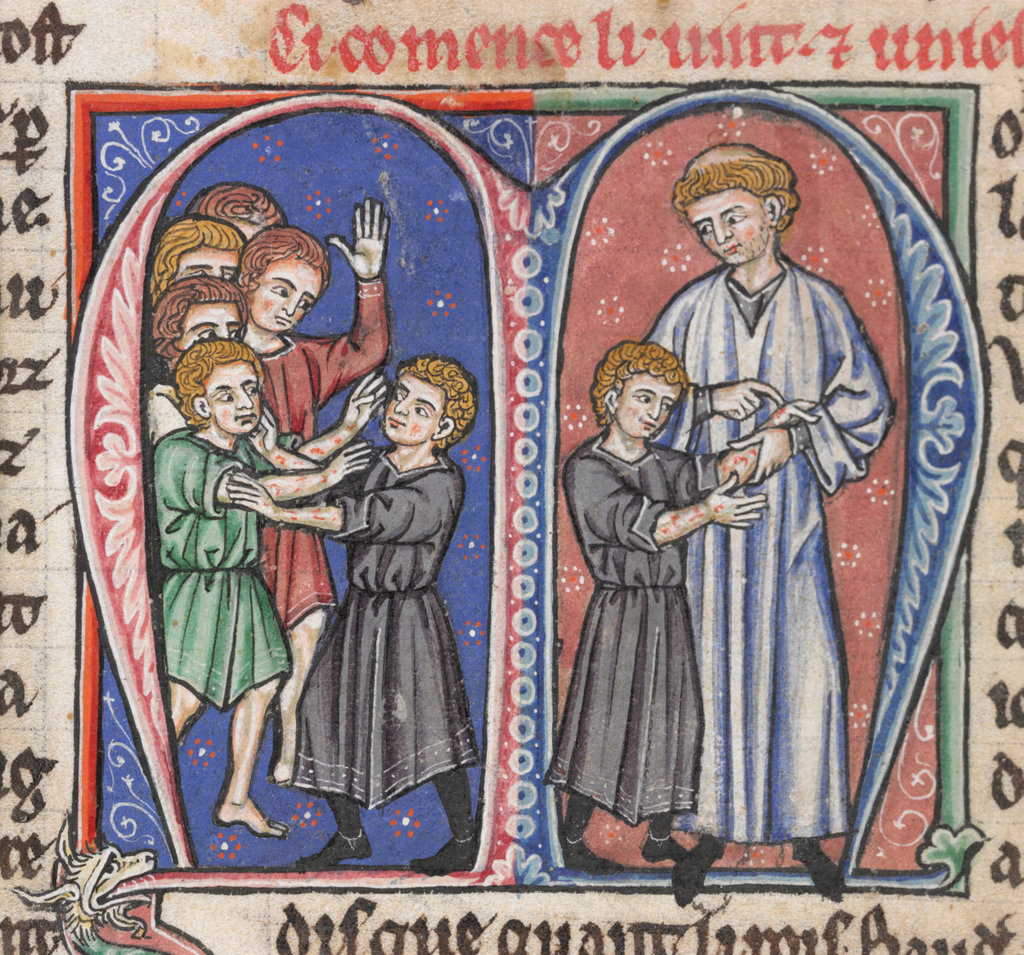
Guilherme de Tiro descobre os primeiros sintomas de lepra de Balduíno IV de Jerusalém. Manuscrito de L'Estoire d'Eracles (tradução francesa da Historia de Guilherme de Tiro), pintado em França, c.1250 (Biblioteca Britânica, Londres)

Na Páscoa desse ano, o rei e a sua mãe Inês de Courtenay travaram uma tentativa de Raimundo III de Trípoli e Boemundo III de Antioquia casarem Sibila de Jerusalém com Balduíno de Ibelin, um nobre da facção destes. Em vez disso, Sibila casou-se com um recém-chegado de Poitou, Guido de Lusignan, irmão mais novo do influente Amalrico de Lusignan. Este matrimónio parece ter agudizado ainda mais as facções.
Quando o patriarca morreu, a 6 de Outubro, os dois candidatos à sucessão eram Guilherme de Tiro e Heraclius da Cesareia. Equivaliam-se em educação e experiência, apesar de o primeiro ter tido um papel político mais influente enquanto tutor e chanceler de Balduíno IV.
Na eleição patriarcal anterior, em 1157, o rei tinha delegado a decisão para a sua mãe, agora esposa de Reginaldo de Sidon, que escolheu Heráclio, uma vez que Guilherme era mais próximo de Raimundo de Trípoli, caído em desfavor. Apesar dos rumores de que Heraclius era amante de Inês, estes parecem completamente infundados, um reflexo do ressentimento do partido derrotado.
Assim, continuou como arcebispo de Tiro e chanceler do reino, e eventualmente Balduíno IV e Raimundo III reconciliaram-se. É possível que Heraclius tenha excomungado Guilherme em 1184, mas esta informação pode ser uma invenção do cronista do século XIII que fez esta afirmação pela primeira vez. De qualquer forma, a importância do arcebispo diminuíra com a ascensão de Balduíno V em 1185, quando a sua saúde já estaria em declínio.
A data da morte de Guilherme foi registrada posteriormente como 29 de Setembro, mas o ano é desconhecido; foi nomeado um novo chanceler em Maio de 1185 e um novo arcebispo de Tiro em Outubro de 1186, pelo que 1185 parece ser a data mais provável.

## Obra
O próprio Guilherme indicou que escreveu um relato do Concílio de Latrão em que participou, para além de uma Historia ou Gesta orientalium principum, sobre a história da Terra Santa desde os tempos de Maomé e até 1184. No entanto, estes trabalhos foram perdidos.

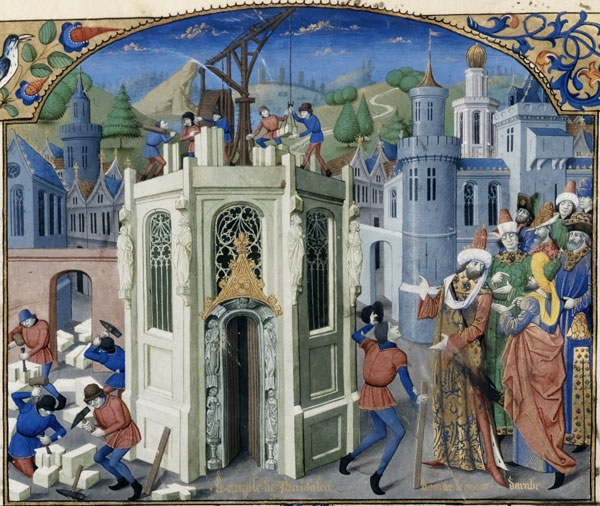
Reconstrução do Templo de Jerusalém (Histoire d'Outremer, Guilherme de Tiro, século XIII, Biblioteca Nacional da França, Paris)

A sua grande obra é uma crónica inacabada de 23 livros, que começa com a conquista da Síria por Umar ibn al-Khattab, mas cuja maioria do conteúdo enfoca a Primeira Cruzada e a subsequente história política do Reino Latino de Jerusalém. Apesar de ter usado fontes anteriores, incluindo crónicas contemporâneas da Primeira Cruzada como as de Fulquério de Chartres e outras anónimas, o seu trabalho também tem valor como fonte primária.
A Historia foi traduzida e circulou por toda a Europa depois da morte de Guilherme de Tiro. Jaime de Vitry e Mateus Paris possuíam cópias que usaram nas suas próprias crónicas. Uma tradução em francês antigo foi particularmente bem distribuída e contou com várias adições anónimas no século XIII, incluindo a chamada crónica de Ernoul; um autor do Renascimento traduziu esta versão de volta para o latim, desconhecedor de já haver um original nesta língua. No século XV, William Caxton também fez uma tradução em inglês médio a partir do francês antigo.
Não se sabe ao certo o título que Guilherme deu à sua obra, mas a forma mais aceite parece ser Historia rerum in partibus transmarinis gestarum, o que foi traduzido como Histoire d'Outremer em francês (História do Ultramar) e History of Deeds Done Beyond the Sea em inglês, por E. A. Babcock e A. C. Krey, publicada em 1943 (História dos Feitos Realizados no Ultramar).
O original em latim foi lançado em várias publicações, como em Patrologia Latina e Recueil des historiens des croisades, mas a edição actualmente considerada padrão foi publicada como Willelmi Tyrensis Archiepiscopi Chronicon no Corpus Christianorum em 1986, editada por R. B. C. Huygens.

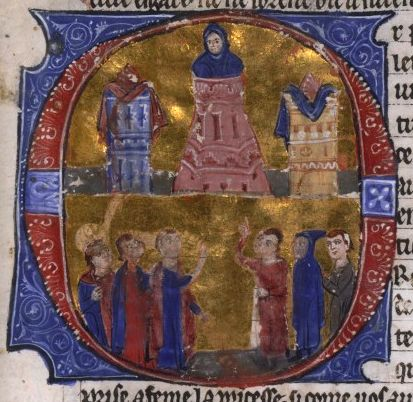
Reinaldo de Châtillon e o Patriarca de Antioquia (Historia de Guilherme de Tiro e continuação, manuscrito do século XIII de Acre, Biblioteca Nacional da França, Paris)